# بوشو أزغب
بوشو أزغب (الاسم العلمي:Agathosma puberula) هو نوع من النباتات يتبع جنس البوشو من الفصيلة السذابية.